# Андрианково (деревня, городской округ Клин)
Андрианково — деревня в Клинском районе Московской области, в составе Воронинского сельского поселения. Население — 1 чел. (2010). До 2006 года Андрианково входило в состав Слободского сельского округа
Деревня расположена в север-восточной части района, примерно в 24 км к северо-востоку от райцентра Клин, недалеко от границы с Тверской областью, на левом берегу реки Сундуш (приток Сестра), высота центра над уровнем моря 124 м. Ближайшие населённые пункты — Атеевка в 0,5 км на юг и Орлово в 2,5 км на север.

## Население
| 2002 | 2006 | 2010 |
| ---- | ---- | ---- |
| 2    | →2   | ↘1   |